# Krzysztof Ignaczak
Krzysztof Ignaczak est un joueur polonais de volley-ball né le 15 mai 1978 à Wałbrzych (voïvodie de Basse-Silésie). Il mesure 1,88 m et joue libero. Il totalise 313 sélections en équipe de Pologne.

## Biographie
Il est récipiendaire de la Croix de Chevalier de l'Ordre Polonia Restituta en 2009.

## Clubs
| Club                 | De        | À         |
| -------------------- | --------- | --------- |
| Koksownia Wałbrzych  | 1998-1999 | 1998-1999 |
| Płomień SA Sosnowiec | 1999-2000 | 1999-2000 |
| AZS Częstochowa      | 2000-2001 | 2002-2003 |
| Skra Bełchatów       | 2003-2004 | 2006-2007 |
| Resovia Rzeszów      | 2007-2008 | …         |

## Palmarès

### Club et équipe nationale
- Ligue mondiale (1)
  - Vainqueur : 2012
- Coupe du monde
  - Finaliste : 2011
- Championnat d'Europe (1)
  - Vainqueur : 2009
- Coupe de la CEV
  - Finaliste : 2012
- Championnat de Pologne (5)
  - Vainqueur : 2005, 2006, 2007, 2012, 2013
  - Finaliste : 2001, 2002, 2003, 2009
- Coupe de Pologne (3)
  - Vainqueur : 2005, 2006, 2007
  - Finaliste : 2001, 2002, 2004, 2010, 2013
- Supercoupe de Pologne (1)
  - Vainqueur : 2013
  - Perdant : 2012

### Distinctions individuelles
- Meilleur réceptionneur des Jeux olympiques 2012
- Meilleur libero et meilleur défenseur de la phase intercontinentale de la Ligue mondiale 2011
- Meilleur libero et meilleur défenseur de la phase finale de la Ligue mondiale 2011
- Meilleur libero et meilleur défenseur de la phase finale de la Ligue mondiale 2012
- Meilleur réceptionneur de la coupe de Pologne 2010
- Meilleur défenseur de la coupe de Pologne 2013
- Meilleur libero de Pologne en 2005